# Karl Otto Götz

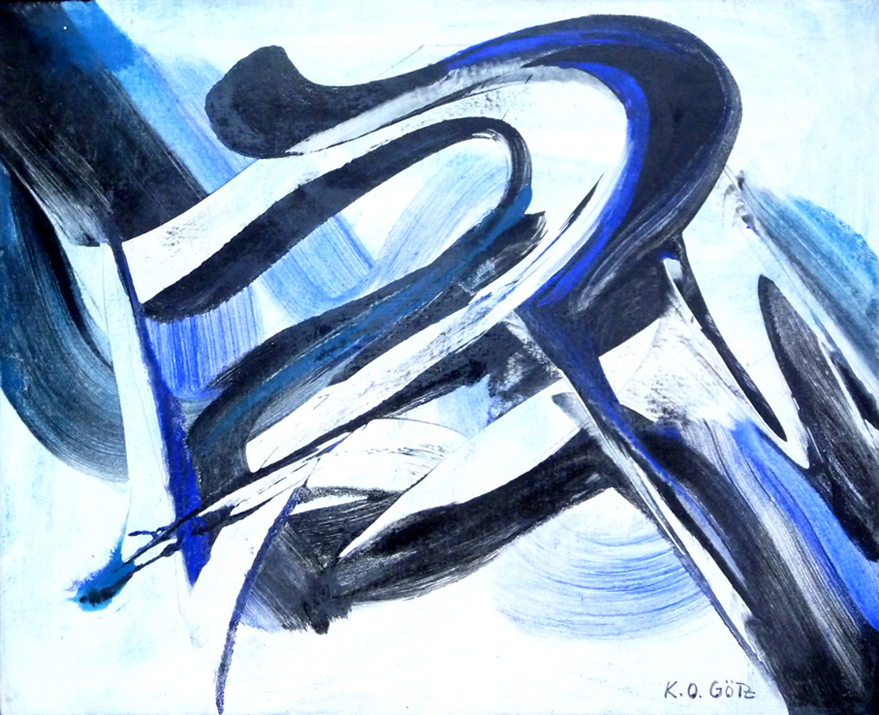
Schilderij uit 1954

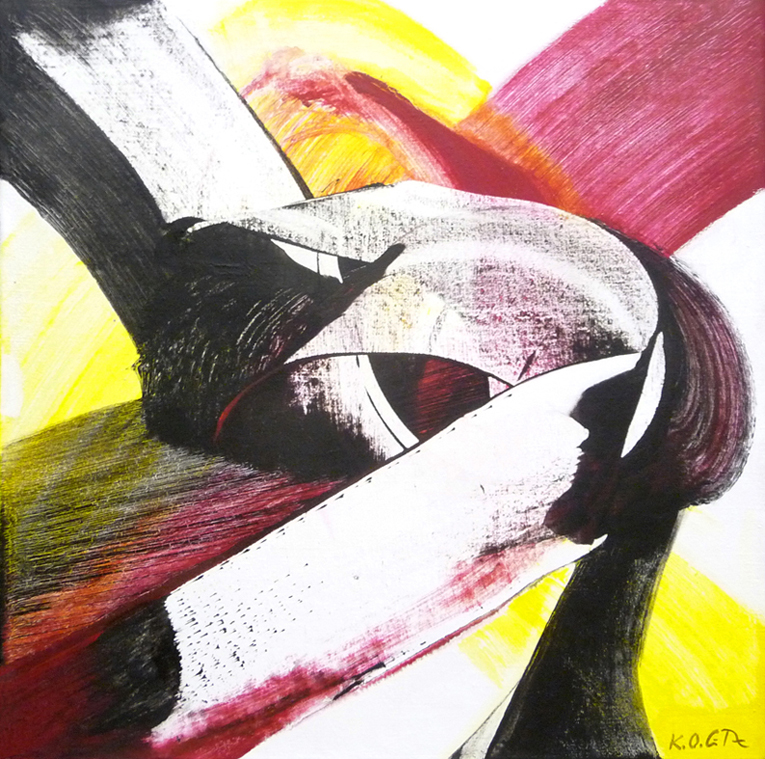
Lezuk III, schilderij gemaakt in 2012

Karl Otto Götz (Aken, 22 februari 1914 – Wolfenacker, 19 augustus 2017) was een Duitse kunstschilder.
Götz studeerde van 1931 tot 1934 aan de Kunstgewerbeschule in Aken. Vanaf 1936 begon hij met zijn abstracte kunst. Al snel experimenteerde hij ook met film en fotografie. Tijdens de Tweede Wereldoorlog kon hij alleen in het geheim doorwerken.
In 1948 startte hij (onder het pseudoniem André Tamm) met het tijdschrift Metamorphose (later kortweg Meta genoemd). Dit blad ging over moderne kunst en werd tot 1953 uitgegeven.
Via de Engelse kunstenaar William Gear kwam hij in contact met de Cobra-beweging. Hij werkte mee aan de publicaties en tentoonstellingen van Cobra en zorgde er ook voor dat andere Duitse kunstenaars zich bij Cobra aansloten. Het contact met Cobra was voor Götz erg belangrijk in zijn honger naar meer informatie over moderne kunst. In zijn werk is de daadwerkelijke invloed van Cobra echter niet al te groot.
Behalve abstract kende het werk van Götz ook duidelijk surrealistische invloeden, waarbij raakvlakken met het werk van de Franse kunstenaar Hans Arp te zien zijn.
Na de Cobra-periode richtte Götz (onder andere samen met Bernard Schultze) de kunstenaarsgroep Quadriga op.
Vanaf 1959 tot en met 1979 gaf hij les aan de Kunstacademie in Düsseldorf.

## Enkele werken
- Graustufen[1]
- Kiphan (1972)[2]

- Bibsys: 90952885
- Bibliothèque nationale de France: cb12775482k (data)
- CiNii: DA14192737
- Gemeinsame Normdatei: 118696033
- International Standard Name Identifier: 0000 0001 0939 1202
- Library of Congress Control Number: n84208244
- Nationale Bibliotheek van Tsjechië: xx0316562
- Nationale bibliotheek van Australië: 35782118
- Nationale Bibliotheek van Israël: 987007499155805171
- Nederlandse Thesaurus van Auteursnamen: 070512140
- PIC: 281872
- RKD-Nederlands Instituut voor Kunstgeschiedenis: 32959
- Istituto Centrale per il Catalogo Unico: VEAV056301
- Système universitaire de documentation: 070313393
- Trove: 1084912
- Union List of Artist Names: 500017831
- Virtual International Authority File: 118184127
- WorldCat: E39PBJbCMrdRgy34wgYkV83vpP